# پل ژاک
پل ژاک (انگلیسی: Paul Jaques) فرد نظامی است. وی همچنین برندهٔ جوایزی همچون نشان حمام و نشان امپراتوری بریتانیا شده‌است.